# Elijah Winnington
Elijah Winnington (ur. 5 maja 2000 w Gold Coast) – australijski pływak specjalizujący się w stylu dowolnym, wicemistrz olimpijski, mistrz świata.

## Kariera
W 2018 roku na igrzyskach Wspólnoty Narodów w Gold Coast zdobył złoty medal w sztafecie 4 × 200 m stylem dowolnym.
Trzy lata później podczas igrzysk olimpijskich w Tokio płynął w wyścigu eliminacyjnym sztafet 4 × 200 m stylem dowolnym i otrzymał brązowy medal, gdy Australijczycy zajęli w finale trzecie miejsce. W konkurencji 400 m stylem dowolnym uzyskał czas 3:45,20 i zajął siódme miejsce. Na dystansie 200 m stylem dowolnym uplasował się na 22. pozycji (1:46,99). 
W 2022 roku na mistrzostwach świata w Budapeszcie zwyciężył w konkurencji 400 m stylem dowolnym, uzyskawszy czas 3:41,22.